# Адамово (Тверская область)
Адамово — деревня в Удомельском городском округе Тверской области.

## География
Деревня находится в северной части Тверской области на расстоянии приблизительно 35 км на север-северо-запад по прямой от железнодорожного вокзала города Удомля. Через деревню проходит автомобильная дорога Удомля-Липны.

## История
Деревня известна с 1501 года. Дворов (хозяйств) было 3 (1859 год), 8 (1886), 12 (1911), 8 (1958), 5 (1986), 6 (1999). В советский период истории здесь действовали колхозы «Пятилетка», им. Сталина и совхоз «Прогресс». До 2015 года входила в состав Котлованского сельского поселения до упразднения последнего. С 2015 года в составе Удомельского городского округа.

## Население
Численность населения: 21 человек (1859 год), 49 (1886), 60 (1911), 31 (1958), 17 (1986), 14 (1999), 15 (русские 100 %) в 2002 году, 16 в 2010.